# Karl-Heinz Frank
Karl-Heinz Frank (* 1966 in Landshut) ist ein deutscher Diplom-Forstwirt und Leiter der Feuerwehr Frankfurt am Main.

## Leben und Wirken
Frank ist in Landshut geboren und studierte in München Forstwissenschaft. 1993 begann er seine Ausbildung für den höheren Feuerwehrtechnischen Dienst in Stuttgart. 1995 wechselte er nach Frankfurt am Main und übernahm als Sachgebietsleiter jeweils Aufgaben in den Abteilungen „Ausbildung & Umweltschutz“, „Vorbeugender Brandschutz“ und "Abwehrender Brandschutz". Ab 2002 verantwortlich als stellvertretender Amtsleiter, leitete er bis 2007 die Abteilung „Einsatz und Ausbildung“ sowie von 2007 bis 2018 den Direktionsbereich Gefahrenabwehr. In dieser Zeit war er auch 2015/2016 Leiter der städtischen Stabsstelle Flüchtlingsmanagement. Am 1. April 2018 trat Frank die Nachfolge von Reinhard Ries als Leiter der Feuerwehr Frankfurt am Main an.
Frank ist seit über 20 Jahren als Koordinator der internationalen humanitären Hilfe für die Vereinten Nationen und der Europäischen Union weltweit bei Krisen und Naturkatastrophen tätig. Er war unter anderem nach dem Tsunami in Banda Aceh 2004 im Einsatz und reiste als Leiter eines zehnköpfigen Expertenteams der UNDAC nach Indonesien. Auch nach dem schweren Erdbeben in Nepal 2015 war er vor Ort im Einsatz.